# Holme (Nottinghamshire)
Holme è un villaggio e parrocchia civile dell'Inghilterra, appartenente alla contea del Nottinghamshire.